# مجلس البحوث الأسرية
مجلس أبحاث الأسرة (بالإنجليزية: Family Research Council (FRC)) هو مجموعة ناشطة غير ربحية أمريكية إنجيلية 501 (ج) (3) ومجموعة فكرية مع منظمة ضغط تابعة لها. تعمل مجلس البحوث الأسرية على تعزيز ما تعتبره قيمًا عائلية. إنها تعارض وتضغط ضد الوصول إلى المواد الإباحية، وأبحاث الخلايا الجذعية الجنينية، والإجهاض، والطلاق، وحقوق المثليين والمثليات ومزدوجي الميل الجنسي والمتحولين جنسياً – مثل قوانين مكافحة التمييز، وزواج المثليين، والاتحادات المدنية بين المثليين، وتبني المثليين. لقد تعرضت لجنة أبحاث الأسرة لانتقادات من مصادر إعلامية ومنظمات مهنية مثل الجمعية الأمريكية لعلم الاجتماع لاستخدامها "علم زائف معادٍ للمثليين" لخلط المثلية الجنسية والاعتداء على الأطفال بشكل زائف، وللادعاء زوراً بأن أطفال الآباء من نفس الجنس يعانون من مشاكل الصحة العقلية بشكل أكبر.
تأسست شركة مجلس البحوث الأسرية في الولايات المتحدة عام 1981 على يد جيمس دوبسون وتم دمجها في عام 1983. في أواخر الثمانينيات، أصبح مجلس البحوث الأسرية رسميًا قسمًا من منظمة دوبسون الرئيسية، التركيز على الأسرة؛ ومع ذلك، بعد الانفصال الإداري، أصبح مجلس البحوث الأسرية كيانًا مستقلاً في عام 1992. توني بيركنز هو رئيسها الحالي. تتبع مجلس البحوث الأسرية إلى لجنة ضغط تُعرف باسم عمل مجلس أبحاث الأسرة، والتي كان جوش دوجار مديرها التنفيذي من عام 2013 حتى عام 2015.
تنشط لجنة العلاقات الأسرية خارج الولايات المتحدة؛ ففي عام 2010، دفعت اللجنة 25 ألف دولار لجماعات الضغط في الكونجرس مقابل ما وصفته بـ"قرار أوغندا رقم 1064 للترويج للمثلية الجنسية" في تقرير الكشف عن جماعات الضغط. ستمضي أوغندا في تمرير مشروع قانون مكافحة المثلية الجنسية، وهو مشروع قانون من شأنه أن يفرض عقوبة الإعدام أو السجن مدى الحياة على العلاقات الجنسية بين أشخاص من نفس الجنس. ومع ذلك، في الأول من أغسطس/آب 2014، قضت المحكمة الدستورية في أوغندا بأن القانون غير صالح لأسباب إجرائية.
في عام 2010، صنف مركز قانون الفقر الجنوبي مجلس البحوث الأسرية على أنه مجموعة كراهية مناهضة لمجتمع المثليين بسبب ما يقول إنه "ادعاءات المجموعة الكاذبة حول مجتمع المثليين استنادًا إلى أبحاث مشوهة وعلم زائف" في محاولة لمنع الحقوق المدنية لمجتمع المثليين. في عام 2012، تعرض مقر مجلس البحوث الأسرية لهجوم من قبل رجل مسلح، مما أدى إلى إصابة حارس أمن، فيما يتعلق بهذا التعيين.

## التاريخ
تم تأسيس المجلس كمنظمة غير ربحية في عام 1983. وكان جيمس دوبسون، وأرماند نيكولي جونيور، وجورج ريكرز من بين الأعضاء المؤسسين لمجلس إدارتها. في عام 1988، وبعد الصعوبات المالية، تم دمج مجلس البحوث الأسرية في منظمة التركيز على العائلة، وانضم جاري باور إلى المنظمة كرئيس. ظلت مؤسسة مجلس البحوث الأسرية تحت مظلة شركة التركيز على الأسرة حتى عام 1992، عندما انفصلت بسبب القلق بشأن حالة شركة Focus المعفاة من الضرائب. انضم توني بيركنز إلى مجلس البحوث الأسرية كرئيس لها في عام 2003.
في 18 يونيو 2013، تم تعيين جوش دوجار مديرًا تنفيذيًا لعمل مجلس أبحاث الأسرة، وهي الذراع التشريعية غير الربحية والمعفاة من الضرائب لمجلس أبحاث الأسرة. استقال دوجار من منصبه في 21 مايو 2015، بعد أن أصبح تاريخه من سوء السلوك الجنسي عندما كان قاصرًا معروفًا.

### إطلاق النار في عام 2012
في 15 أغسطس 2012، دخل فلويد لي كوركينز الثاني، المقيم في هيرندون القريبة بولاية فرجينيا، إلى بهو مقر مجلس البحوث الأسرية في واشنطن العاصمة حاملاً مسدسًا عيار 9 ملم ومخزنين بهما 50 طلقة ذخيرة. أطلق كوركينز النار على حارس أمن أعزل يبلغ من العمر 46 عامًا، ليوناردو جونسون، في ذراعه اليسرى. على الرغم من إصابته، ساعد جونسون الآخرين الذين تصارعوا مع كوركينز حتى وصل رجال الشرطة ووضعوه تحت الاعتقال. وذكرت صحيفة بوليتيكو أن "كوركينز كان يحمل 15 شطيرة من مطعم تشيك فيل إيه، وكان ينوي تلطيخ وجوه الموظفين بها في بيان سياسي، كما أخبر مكتب التحقيقات الفيدرالي".
أجرى مكتب التحقيقات الفيدرالي وشرطة العاصمة تحقيقًا مشتركًا "لتحديد الدافع/القصد، وما إذا كانت هناك صلة بين جريمة الكراهية والإرهاب". خلال استجوابه مع مكتب التحقيقات الفيدرالي، سُئل كوركينز عن كيفية اختياره لهدفه. كان رده "قانون الفقر الجنوبي يدرج الجماعات المناهضة للمثليين. لقد وجدتها على الإنترنت." قال كوركينز لجونسون "كلمات مفادها 'أنا لا أحب سياساتك عمل كوركينز كمتطوع في مركز مجتمع المثليين.
في يناير 2013، أقر كوركينز بالذنب في تهمتين في مقاطعة كولومبيا، حيازة مسدس أثناء ارتكاب جريمة عنيفة والاعتداء بقصد القتل، ونقل سلاح ناري وذخيرة بين الولايات، وهي تهمة فيدرالية. وقد تبين أنه يعاني من مرض عقلي، وفي سبتمبر 2013، حُكم عليه بالسجن لمدة 25 عامًا.
في يوم إطلاق النار، أدان مركز قانون الفقر الجنوبي، إلى جانب بيان مشترك لـ25 مجموعة من مجتمع المثليين، تصرف كوركينز. أصدرت المنظمة الوطنية للزواج، وهي منظمة ناشطة في مجال الحملات ضد زواج المثليين، بيانًا جاء فيه "إن هجوم اليوم هو أوضح إشارة رأيناها على أن وصف الجماعات المؤيدة للزواج بأنها "مكروهة" يجب أن ينتهي".
أصدر رئيس مركز قانون الفقر الجنوبي، توني بيركنز، بيانًا عامًا وصف فيه إطلاق النار بأنه "عمل إرهابي محلي"، وانتقد مركز قانون الفقر الجنوبي "لتهوره في تصنيف المنظمات كجماعات كراهية لمجرد اختلافها معه في السياسات العامة". ووصف مارك بوتوك، المتحدث باسم مركز قانون الفقر الجنوبي، اتهام بيركنز بأنه "مثير للغضب"، وقال في بيان: "يقول مركز قانون الفقر الجنوبي وحلفاؤه من اليمين الديني، في الواقع، إن تقديم نقد مشروع ومبني على الحقائق في مجتمع ديمقراطي يعادل الإيحاء بأن موضوعات النقد يجب أن تكون أهدافًا للعنف الإجرامي". ونشر بوتوك أن "مركز قانون الفقر الجنوبي أدرج مركز قانون الفقر الجنوبي كجماعة كراهية منذ عام 2010 لأنه نشر عمدًا دعاية كاذبة ومهينة عن مجتمع الميم – وليس، كما يزعم البعض، لأنه يعارض زواج المثليين".

## السياسة والسياسات والمواقف

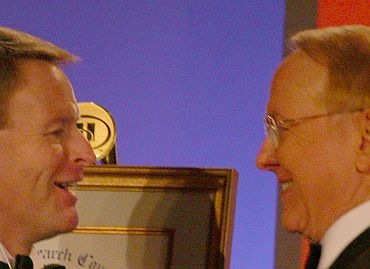
توني بيركنز وجيمس دوبسون في مؤتمر الناخبين القيمين في واشنطن العاصمة، 2007

ألقى توني بيركنز باللوم على الفصل الدستوري بين الكنيسة والدولة في تشجيع صعود داعش والجماعات الإسلامية المتطرفة المماثلة.
عارضت اللجنة المالية للأبحاث الجهود الرامية إلى جعل لقاح فيروس الورم الحليمي البشري (HPV) إلزاميا لحضور المدارس. فيروس الورم الحليمي البشري هو فيروس يمكن أن ينتقل عن طريق الاتصال الجنسي، ويمكن أن يسبب سرطان عنق الرحم. تدافع مجلس البحوث الأسرية عن موقفها على أساس حقوق الوالدين وبسبب دعمها للامتناع عن ممارسة الجنس قبل الزواج.
وهو يدعم بند الضمير الفيدرالي، الذي يسمح للعاملين في المجال الطبي برفض تقديم علاجات معينة لمرضاهم، مثل الإجهاض أو وسائل منع الحمل. كما أنها تدعو إلى تعليم الجنس بالامتناع فقط، والتصميم الذكي، والصلاة في المدارس العامة، وتنظيم المواد الإباحية وغيرها من "البرامج الفاحشة أو غير اللائقة أو البذيئة " على البث التلفزيوني والكابل. لقد عارضت دون جدوى إدخال اسم النطاق..xxx وضغطت من أجل زيادة غرامات الفحش من لجنة الاتصالات الفيدرالية. تعتقد المجموعة أن المواد الإباحية في الفنادق قد تكون قابلة للمقاضاة بموجب قوانين الفحش الفيدرالية والولائية. عارضت توسيع قوانين الحقوق المدنية لتشمل التوجه الجنسي والهوية الجنسية باعتبارها أسسًا غير قانونية للتمييز.
يدعم مجلس أبحاث الأسرة شرط الانتظار لمدة عام واحد قبل أن يتمكن الزوجان المتزوجان اللذان لديهما أطفال من الحصول على الطلاق قانونيًا حتى يتمكنوا من تلقي المشورة الزوجية، ما لم يتضمن الزواج عنفًا منزليًا. كما يدعم مجلس البحوث الأسرية أيضًا إلغاء عقوبة الزواج وضرائب التركة بشكل دائم.
يعارض المجلس الإجهاض القانوني وأبحاث الخلايا الجذعية التي تنطوي على تدمير الأجنة البشرية وتمويلها. (وهي تدعو إلى إجراء أبحاث باستخدام الخلايا الجذعية البالغة فقط). وتعارض الاعتراف القانوني بالشراكات المحلية بين نفس الجنس في شكل الزواج أو الاتحادات المدنية. لقد عارضت جميع أشكال المقامرة. وقد تساءل المجلس عما إذا كان البشر هم المسؤولون بشكل أساسي أو كلي عن تغير المناخ، وعارض الإنجيليين الآخرين الذين قبلوا الإجماع العلمي بشأنه.

### مشروع 2025
يعد مجلس البحوث الأسرية عضوًا في المجلس الاستشاري لمشروع 2025، وهو عبارة عن مجموعة من مقترحات السياسة المحافظة واليمينية من مؤسسة التراث لإعادة تشكيل الحكومة الفيدرالية للولايات المتحدة وتعزيز السلطة التنفيذية في حالة فوز المرشح الجمهوري في الانتخابات الرئاسية لعام 2024.

## أنشطة النشر والضغط

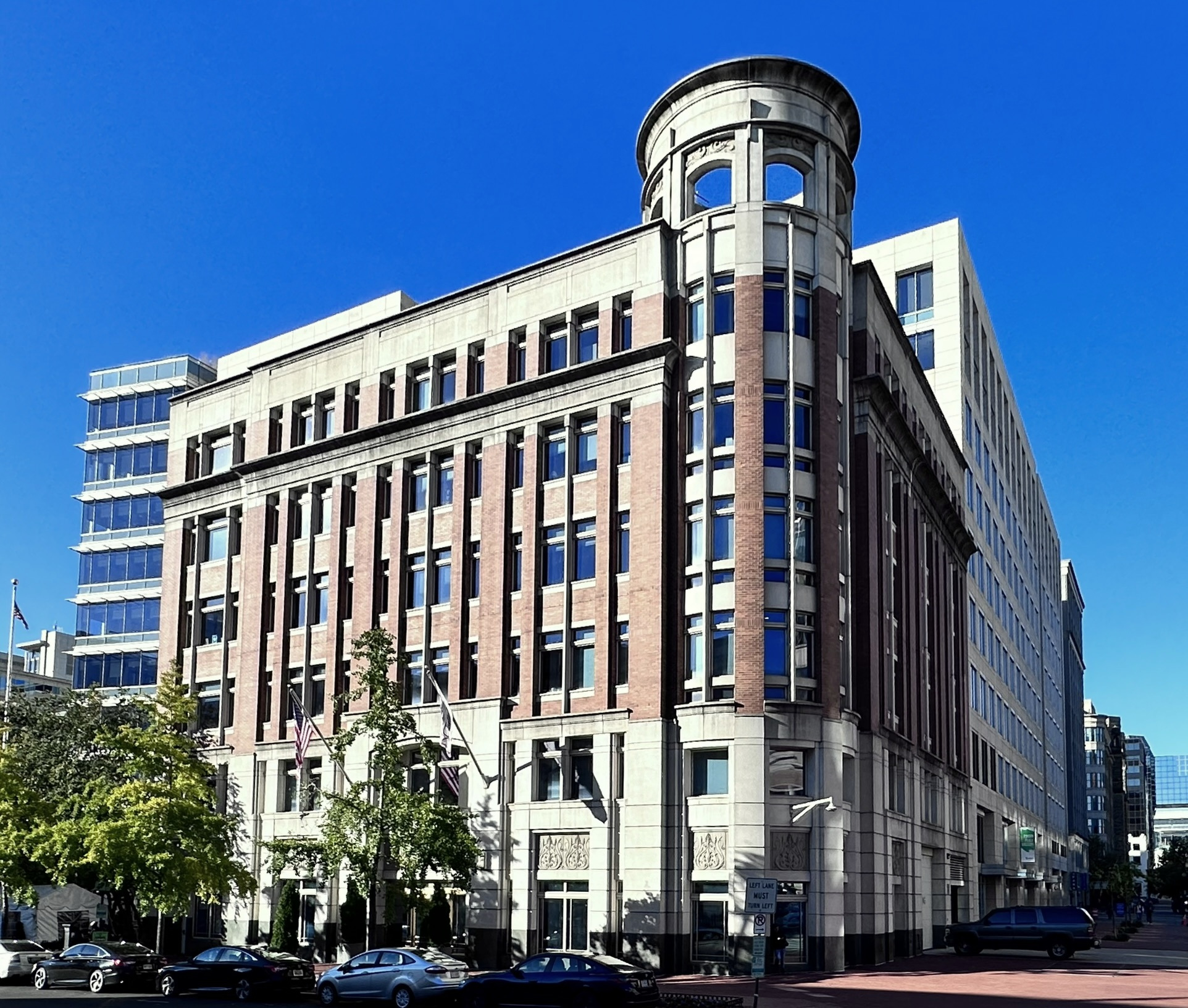
مبنى مجلس أبحاث الأسرة في واشنطن العاصمة

مجلس أبحاث الأسرة هو عضو في بروتيكت ماراج دوت كوم، وهو تحالف تم تشكيله لرعاية الاقتراح رقم 8 في كاليفورنيا لتقييد الزواج على الأزواج من الجنس الآخر فقط، والذي تم إقراره في عام 2008 (ولكن تم إلغاؤه لاحقًا باعتباره غير دستوري من قبل محكمة فيدرالية في كاليفورنيا).
ينشر المجلس مجلة ذا واشنطن ستاند، وهي دورية تحتوي على الأخبار والتعليقات من وجهة نظر المجلس.

### يوم العدالة
كان يوم العدالة هو الاسم الذي أُطلق على المؤتمرات الدينية الثلاثة التي نظمتها مجلس البحوث الأسرية والتركيز على الأسرة في عامي 2005 و2006. وفقًا لعمل مجلس أبحاث الأسرة، كان الغرض من الأحداث هو "المطالبة بإنهاء عمليات عرقلة المرشحين القضائيين التي كانت تستند، جزئيًا على الأقل، إلى وجهات نظر المرشحين الدينية أو عدم قدرتهم المفترضة على الفصل في القضايا على أساس القانون بغض النظر عن معتقداتهم".

### قمة الصلاة والتصويت والوقوف
في كل خريف، تعقد مجموعة العمل السياسي التابعة لعمل مجلس أبحاث الأسرة قمة سنوية تتألف من نشطاء مسيحيين محافظين وناخبين إنجيليين في واشنطن العاصمة. وكانت القمة بمثابة مكان للمحافظين اجتماعيًا في جميع أنحاء البلاد لسماع برامج المرشحين الرئاسيين الجمهوريين. منذ عام 2007، تم اعتماد استطلاع رأي غير رسمي كوسيلة لتوفير توقع مبكر للمرشح الذي سيفوز بتأييد المحافظين المسيحيين.

### القرار الأوغندي
في عام 2010، دفعت مؤسسة مجلس البحوث الأسرية مبلغ 25000 دولار أمريكي لجماعات الضغط في الكونجرس مقابل ما وصفته بـ"قرار أوغندا رقم 1064 للترويج للمثلية الجنسية" في تقرير الكشف عن جماعات الضغط. أدان قرار مجلس النواب الأمريكي مشروع قانون مكافحة المثلية الجنسية في أوغندا، وهو مشروع قانون كان من شأنه، من بين أمور أخرى، فرض عقوبة الإعدام أو السجن مدى الحياة على العلاقات الجنسية بين الأشخاص من نفس الجنس.
بعد الكشف عن مساهمة الضغط في يونيو/حزيران 2010، أصدر مجلس حقوق الإنسان بيانًا ينفي فيه محاولته إحباط مشروع القانون، بل أراد تغيير صياغته "لحذف الادعاءات الجارفة وغير الدقيقة بأن السلوك المثلي معترف به دوليًا كحق أساسي من حقوق الإنسان". وأضاف البيان: "لا يدعم مجلس حقوق الإنسان مشروع قانون أوغندا، ولا عقوبة الإعدام للمثلية الجنسية – ولا أي عقوبة أخرى من شأنها أن تمنع الرعاية والعلاج الرعوي والنفسي والطبي الرحيم لمن يعانون من انجذاب جنسي تجاه الجنس نفسه أو يمارسون سلوكًا مثليًا". تم إحياء القرار الأوغندي من قبل الرئيس الأوغندي موسيفيني في عام 2012. وفي الأول من أغسطس/آب 2014، قضت المحكمة الدستورية في أوغندا بأن القانون غير صالح لأسباب إجرائية.
استخدم المجلس الثوري لأوغندا أحد خطابات موسيفيني في رسالة بريد إلكتروني إلى مؤيديه، مشيدًا بالتزام أوغندا بالإيمان المسيحي و"التوبة الوطنية" في الفترة التي أعاد فيها طرح مشروع قانون مكافحة المثلية الجنسية. لم يشر الخطاب إلى المثلية الجنسية تحديدًا، ولكنه ذكر "الفجور" ضمن الخطايا التي يجب على الأوغنديين التوبة عنها.

## الجدل والانتقادات

### أُدرجت كمجموعة كراهية في عام 2010 بواسطة مركز قانون الفقر الجنوبي
وقد صنف مركز قانون الفقر الجنوبي مجلس البحوث الأسرية باعتبارها مجموعة كراهية في العدد الشتوي لعام 2010 من مجلته تقرير استخباراتي. وبعيدًا عن التصريحات التي أدلى بها سبرينج وبركينز في وقت سابق من هذا العام (انظر التصريحات حول المثلية الجنسية)، وصف مركز قانون الفقر الجنوبي مركز الأبحاث العائلية بأنه "مصدر للدعاية المعادية للمثليين طوال تاريخه".
كدليل، استشهد مركز قانون الفقر الجنوبي بمنشور صدر عام 1999 عن مجلس البحوث الأسرية، بعنوان "نشطاء المثليين يعملون على تطبيع ممارسة الجنس مع الأولاد "، والذي جاء فيه: "أحد الأهداف الأساسية لحركة حقوق المثليين هو إلغاء جميع قوانين سن الرشد والاعتراف في نهاية المطاف بالمتحرشين بالأطفال باعتبارهم "أنبياء" لنظام جنسي جديد". وذكر التقرير أن باحثي مجلس البحوث الأسرية الكبار تيم دايلي وبيتر سبريج (2001) "روجوا لاتهامات كاذبة تربط الرجال المثليين بالاعتداء الجنسي على الأطفال".
وصف رئيس مجلس البحوث المالية توني بيركنز وصف "الكراهية" بأنه هجوم سياسي على مجلس البحوث المالية من قبل "منظمة ليبرالية". في 15 ديسمبر 2010، نشر مجلس البحوث الأسرية رسالة مفتوحة كإعلان في صحيفتين في واشنطن العاصمة ينتقد فيها تصرف مركز قانون الفقر الجنوبي؛ وفي بيان صحفي، وصف مجلس البحوث الأسرية هذا الادعاء بأنه "عدم تسامح محض وبسيط" وقال إنه مخصص لدعم "الآراء الأخلاقية اليهودية المسيحية، بما في ذلك الزواج باعتباره اتحادًا بين رجل وامرأة". وردًا على ذلك، أكد المتحدث باسم مركز قانون الفقر الجنوبي مارك بوتوك على الأدلة الواقعية التي اعتمد عليها المركز في اتخاذ خطوة التصنيف.
وقد أثار حادث إطلاق نار في بهو مقر مركز أبحاث الحرية في عام 2012 (انظر أعلاه) المزيد من التعليقات على قائمة "مجموعة الكراهية" التي وضعها مركز قانون الفقر الجنوبي. أشار دانا ميلبانك، كاتب العمود في صحيفة واشنطن بوست، إلى الحادث باعتباره "عمل مجنون" لا ينبغي إلقاء اللوم فيه على مركز قانون الفقر الجنوبي، لكنه وصف تصنيفه لعمل مجلس أبحاث الأسرة كمجموعة كراهية بأنه "متهور" وقال إنه "من العبث وضع المجموعة، كما يفعل مركز القانون، في نفس فئة اريان نايشنز وفرسان كو كلوكس كلان وستورمفرونت وكنيسة ويستبورو المعمدانية". لاحظ ديفيد سيشنز، الكاتب في صحيفة ديلي بيست، أن تصوير مجلس البحوث الأسرية العدائي والخاطئ للأشخاص المثليين جنسياً دعا إلى رد فعل قوي؛ "لا يمكن لعمل مجلس أبحاث الأسرة شن حرب خطابية شاملة ضد "أجندة المثليين" ثم اتهام منتقديها بأنهم قساة للغاية".
وصف جيفري بيري، أستاذ العلوم السياسية بجامعة تافتس، نفسه بأنه "غير مرتاح" لهذا التصنيف: "ربما تكون هناك بعض التصريحات التي أدلى بها فرد أو اثنان تُصنف ضمن خطاب الكراهية. لكن عمومًا، لا يُعتبر هذا خطاب كراهية." جادل الصحفي آدم سيروير من مجلة " ماذر جونز" بأن هذا الوصف، وإن كان ذاتيًا، إلا أنه مُبرر بـ"سجل مجلس العلاقات الأسرية في الترويج للصور النمطية والتحيزات والعلم الزائف كمبرر لسياسات عامة من شأنها حرمان المثليين والمثليات من حقوقهم المتساوية وتجريم سلوكهم."

### الحالة الضريبية
في عام 2020، طلبت مجلس البحوث الأسرية من مصلحة الضرائب الداخلية اعتبارها "جمعية كنائس"، ووافقت مصلحة الضرائب الداخلية على تغيير هذا الوضع. وكجزء من هذا الطلب، كان على مجلس البحوث الأسرية أن تدعي أنها تدير حفلات الزفاف والمعموديات والجنازات. تظل مجلس البحوث الأسرية منظمة غير ربحية 501 (c) (3)، ولكن ككنيسة، فهي محمية من التفتيش العام حيث لم تعد مضطرة إلى تقديم النموذج 990 السنوي إلى مصلحة الضرائب الداخلية.

### جورج آلان ريكرز
كان جورج ريكرز أحد الأعضاء المؤسسين لمجلس الإدارة في عام 1983. في مايو 2010، وظف ريكرز بائعة هوى كرفيق سفر له في إجازة لمدة أسبوعين في أوروبا. ونفى ريكرز أي سلوك غير لائق أو أي تلميحات بأنه مثلي الجنس. وقال المرافق الذكر لشبكة سي إن إن إنه قام بتدليك ريكرز جنسيًا أثناء سفرهما معًا في أوروبا. استقال ريكرز بعد ذلك من مجلس إدارة الجمعية الوطنية لأبحاث وعلاج المثلية الجنسية.

### جوش دوجار
في 18 يونيو 2013، أُعلن أن جوش دوجار من البرنامج التلفزيوني 19 طفلا والعدد في ازدياد سيشغل منصب المدير التنفيذي لعمل مجلس أبحاث الأسرة، وهي الذراع التشريعية غير الربحية والمعفاة من الضرائب لمجلس أبحاث الأسرة. صرح رئيس مجلس البحوث الأسرية، توني بيركنز، في ذلك الوقت أن التعيين كان يهدف إلى الاستفادة من شعبية برنامج دوجار التلفزيوني، وأن "الجزء الأكبر من تركيز جوش سيكون على بناء قاعدتنا الشعبية في جميع أنحاء البلاد". وذكرت التقارير المنشورة أن دوجار هو أحد جماعات الضغط للمجموعة.
استقال دوجار في 21 مايو/أيار 2015، عندما أصبحت الفضيحة المتعلقة بتحرشه السابق بخمس فتيات قاصرات – بما في ذلك بعض شقيقاته – معروفة للعامة. في إشارة إلى استقالة دوجار، قال بيركنز "يعتقد جوش أن الوضع سيجعل من الصعب عليه أن يكون فعالاً في عمله الحالي".

## قائمة الرؤساء
- جيرالد بي ريجير[الإنجليزية] (1984–1988)[101]
- غاري باور (1988–1999)
- كينيث إل. كونور (2000–2003)[102]
- توني بيركنز (2003 الآن)

## الملاحظات
^a لقد تم استخدام مصطلحي «المنحرف» و«الجنس المنحرف» تاريخيًا في قوانين مثل القانون الذي ألغاه قانون لورانس ضد تكساس.

## وصلات خارجية
- الموقع الرسمي
- "مجلس أبحاث الأسرة 501(ج)(3)". ملفات مصلحة الضرائب الداخلية. مستكشف بروبابليكا للمنظمات غير الربحية.
- "إجراء مجلس أبحاث الأسرة 501(ج)(4)". ملفات مصلحة الضرائب الداخلية. مستكشف بروبابليكا للمنظمات غير الربحية.
- الملف الشخصي على وزارة المراقبة